# 中澤薬業
中澤薬業（なかざわやくぎょう）は高知県内シェアトップの最大の医薬品総合卸企業であった。現在は「中澤氏家薬業」である。 

## 沿史
- 天保3年（1832年） - 中澤復治が香美郡岸本村で創業。
- 1942年（昭和17年） - 「中澤寅吉薬輔」高知市に進出し営業開始。
- 1947年（昭和22年） - 「中澤寅吉薬業」本社を高知市本町5丁目に移転。
- 1949年（昭和24年） - 資本金1,500万円で「株式会社中澤薬業株式会社」に 商号変更。
- 1957年（昭和32年）5月 - 「株式会社中沢巌商店」（高知市蓮池町10）を資本金150万円で設立。
- 1962年（昭和37年） - 「中澤薬業」高知市本町に本社を新築。
- 1977年（昭和52年） - 「中澤薬業」高知市大津に本社を移転新築。
- 1995年（平成7年） - 香川県の「氏家薬品株式会社」と合併し「中澤氏家薬業株式会社」と商号変更。

## 事業所
- 高知県:高知市・中村市・安芸市・須崎市・宿毛市

## 主要取引メーカー
- 武田薬品工業
- 山之内製薬（現・アステラス製薬）
- 住友製薬（現・大日本住友製薬）
- 日本シエーリング（現・バイエル薬品）
- 日本化薬
- ミドリ十字（現・田辺三菱製薬）
- バイエル薬品